# Enrico Gabrielli (musicista)
Enrico Gabrielli, noto anche con lo pseudonimo di Der Maurer (Montevarchi, 24 ottobre 1976), è un polistrumentista, compositore, arrangiatore, produttore discografico e scrittore italiano, noto principalmente per essere membro dei Mariposa, dei Calibro 35 e dei The Winstons (con lo pseudonimo di Enro Winston), nonché come session man.

## Biografia

### Anni 1990
Dopo essersi diplomato in clarinetto e composizione presso il Conservatorio Giuseppe Verdi di Milano, da il via alla sua attività musicale dedicandosi inizialmente alla musica contemporanea: nel 1996 fonda l'Ensemble Risognanze, suona con l'European Mussic Project di Ulma, con il collettivo Sonata Islands e contestualmente entra a far parte dell'orchestra del Tiroler Festspiele di Erl.
Nel settembre 1999 entra a far parte dei Mariposa aggiungendosi a Alessandro Fiori e Michele Orvieti, compagni di classe al liceo musicale F. Petrarca di Arezzo, e a Gianluca Giusti.

### Anni 2000
All'inizio degli anni 2000 abbandona la musica contemporanea fondando nel 2004 la casa discografica Trovarobato, della quale cura diverse collaborazioni. Successivamente inizia una collaborazione con Morgan, partecipando nel 2005 in Non al denaro non all'amore né al cielo e nel 2007 in Da A ad A. Nel 2006 entra in pianta stabile negli Afterhours, dei quali farà parte fino al 2009, contribuendo alla realizzazione dell'album I milanesi ammazzano il sabato e arrangiando e dirigendo l'orchestra al Festival di Sanremo 2009 per il brano vincitore del Premio "Mia Martini" Il paese è reale.
Nel 2007 fonda i Calibro 35 insieme a Massimo Martellotta, Fabio Rondanini, Luca Cavina e Tommaso Colliva, produttore discografico con cui collabora nel 2009 suonando il clarinetto basso in The Resistance dei Muse. Nello stesso anno arrangia archi e fiati di Da solo, disco di Vinicio Capossela.

### Anni 2010
All'inizio del 2010 fonda il gruppo I Calamari, progetto che lo vede alle prese con brani della tradizione cabarettistica milanese insieme a Dente, Gianluca De Rubertis, Federico Dragogna e Filippo Cecconi (Ministri).
Nel 2010 torna alla musica contemporanea pubblicando sotto lo pseudonimo di Der Maurer l'album di inediti Der Maurer vol. 1. Sempre nel 2010 collabora con il gruppo A Toys Orchestra al loro album Midnight Talks ed entra a far parte del progetto di Mike Patton Mondo Cane. ovvero un progetto di rilettura del repertorio di canzoni italiane anni sessanta per ampio organico. Nel 2011 partecipaa all'album A Better Man del gruppo One Dimensional Man, all'album Midnight (R)Evolution del gruppo A Toys Orchestra e realizza gli arrangiamenti della canzone Nel paese che sembra una scarpa tratta dall'album degli Zen Circus Nati per subire. Dal 2011, a partire da Sette pietre per tenere il diavolo a bada, inizia la collaborazione in studio e dal vivo con Cesare Basile. Nello stesso periodo suona con i Baseball Project di Steve Wynn e con Damo Suzuki, realizzando con quest'ultimo l'album Sette modi per salvare Roma,
Nel 2012 produce l'album You Should Reproduce degli Honeybird & the Birdies e suona in Bios degli Eterea Post Bong Band. Inoltre pubblica con i Craxi (gruppo composto, oltre che da Gabrielli, anche da Alessandro Fiori, Luca Cavina e Andrea Belfi) l'album Dentro i battimenti delle rondini. Nello stesso anno fonda gli Incident on South Street con Michele Orvieti, Simone Cavina, Luca Cavina e Federico Fantuz, band che omaggia il primo repertorio dei Lounge Lizards. Ancora nel 2012 forma L'Orchestrina di Molto Agevole, gruppo che recupera la tradizione romagnola storica del liscio suonato con strumenti acustici, con cui realizza nel 2014 un primo disco Agevolissima! Vol.1, raccolta di brani di autori come Secondo Casadei, Carlo Brighi, Giovanni D'Anzi e molti altri. Sempre nel 2012 partecipa come musicista e arrangiatore d'orchestra all'album Fantasma dei Baustelle, pubblicato nel gennaio 2013. Nel maggio 2013 ha fatto parte della band di supporto di Daniel Johnston per il suo concerto tenuto a Roma.
Nel 2014 figura nel ruolo di produttore e arrangiatore nel disco Occupo poco spazio di Nada. Nel gennaio 2015 ha partecipato alle registrazioni dell'ultimo album di PJ Harvey The Hope Six Demolition Project, che segue in tournée nel 2016. Nel giugno del 2015, all'interno del Biografilm Festival di Bologna, ha presentato il film UPm - Unità di Produzione Musicale, concepito assieme allo storico della fotografia Sergio Giusti e al gruppo di cineasti EneceFilm.

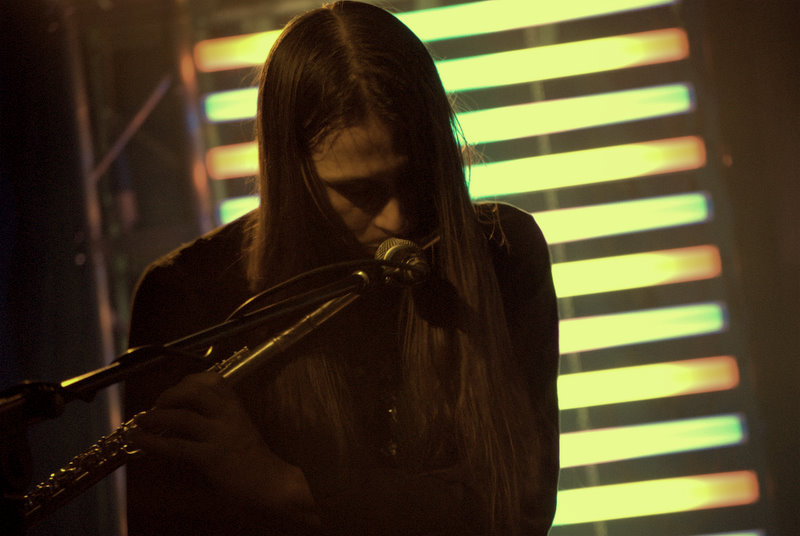
Enrico Gabrielli

Nel 2016 fonda i The Winstons assieme a Roberto Dell'Era e Lino Gitto. Il 2016 è anche l'anno di fondazione insieme a Sebastiano De Gennaro dell'ensemble di musica contemporanea Esecutori di Metallo su Carta, fondazione seguita a dicembre dall'inaugurazione della collana discografica su abbonamento 19'40'' edita dal duo insieme e Francesco Fusaro.
Nel 2017 partecipa alla realizzazione del disco Party della cantautrice neozelandese Aldous Harding e del primo album solista di Nic Cester dal titolo Sugar Rush. Nello stesso anno ha lavorato agli arrangiamenti del disco Uccideteli tutti! Dio riconoscerà i suoi dei Fuzz Orchestra. Ha esordito come autore nel maggio 2017 pubblicando un libro di diciassette racconti di fantascienza nera e dell'imprevisto dal titolo Le piscine terminali.
Nel 2019 torna a dirigere e arrangiare l'orchestra del Festival di Sanremo per il brano Argento Vivo di Daniele Silvestri, vincendo il premio della critica.

### Anni 2020
Nel 2020 arrangia e partecipa alla scrittura di alcuni brani suonati dal Balanescu Quartet per il disco Forever di Francesco Bianconi. Nel 2021 collabora con l'orchestra del Teatro alla Scala arrangiando dieci variazioni su Bella ciao, eseguite in un concerto trasmesso in streaming il 25 aprile. Tra il 2021 e il 2022 compone la colonna sonora dei film Ancora più bello, Sempre più bello e della serie televisiva Blanca, quest'ultima realizzata insieme ai Calibro 35. Sempre con i Calibro 35 partecipa al Festival di Sanremo 2022 accompagnando Rkomi nella serata dedicata alle cover.
Il 30 agosto 2022, al Palazzo Te di Mantova arrangia e dirige l'Orchestra da Camera di Mantova nell'unica data italiana di Iggy Pop. Il 9 ottobre successivo è stato eseguito un suo brano dal titolo Scalata all'interno della stagione delTeatro alla Scala di Milano, per l'inaugurazione dell'Ensemble Contemporaneo costituito dai solisti dell'orchestra del teatro.
Il 19 marzo 2023 pubblica il suo primo album da solista per 42 Records, una raccolta di canzoni per bambini dal titolo Le canzonine.
Nel 2023 lavora alla colonna sonora del film documentario Jeff Koons: An Intimate Portrait per la regia di Pappi Corsicato (NexoDigital). Assieme ai Calibro 35 realizza la colonna sonora della seconda stagione di Blanca (LuxVide/Freemantle) per la regia di Jan Michelini e Michele Soavi e i titoli di testa e di coda di Diabolik - Chi sei?, il terzo episodio dei Manetti Bros. con la partecipazione dei cantanti Alan Sorrenti e Mike Patton. 
Nel giugno 2024 pubblica il suo primo romanzo dal titolo Virginia, per WUDZ edizioni e lo presenta a Milano in dialogo con il giornalista Stefano Nazzi.

## Discografia

### Da solista
- 2010 – Der Maurer vol.1 (pubblicato come Der Maurer)
- 2022 – Enrico Gabrielli + Ensemble 19'40'' a soundtrack experience (San Lorenzo in Lucina)
- 2023 – Le canzonine
- 2023 – Jeff Koons: A Private Portrait OST

### Album non solisti
- 1998 – Sonata Islands, Emilio Galante
- 1998 – La Lupa, Sonata Islands e Cesare Picco
- 1999 – Ofelia, Sottosuono
- 2000 – Portobello illusioni, Mariposa
- 2002 – Domino Dorelli, Mariposa
- 2002 – "in C" con l'European Music Project di Ulm & Zignori++, Terry Riley
- 2002 – L'ultimo animale, sullo Zarathustra – first part, Timet
- 2004 – Nuotando in un Pesce Bowl, Mariposa
- 2004 – Metamorfosi di Canzoni Napoletane, Timet e Mariposa
- 2004 – Prima Compilatione, Timet
- 2004 – Suzuki Bazuki (EP), Mariposa
- 2004 – Quanti sedani lasciati ai cani, Mariposa (gruppo musicale)|Mariposa
- 2004 – Entrée du port, Filofobia
- 2004 – L'attuale jungla Live, Marco Parente
- 2004 – Piccoli fragilissimi film, Paolo Benvegnù
- 2004 – Vietato Morire, Andrea Chimenti
- 2005 – Resistenza e amore, Alessio Lega
- 2005 – Neve (Ridens), Marco Parente
- 2005 – Nella tasca de il zio, Addamanera
- 2005 – Forza Musica (EP), Mariposa
- 2005 – Pròffiti Now! Prima conferenza sulla musica componibile, Mariposa
- 2005 – Quando emigranti...2 "Povera gente", Gualtiero Bertelli
- 2005 – Once upon a little time, John Parish
- 2005 – Non al denaro non all'amore né al cielo, Morgan
- 2005 – C'è gente che deve dormire, Marta sui Tubi
- 2005 – Caduto, Alessandro Grazian
- 2006 – (Neve) Ridens, Marco Parente
- 2006 – Mey Ark Vu, Transgender
- 2006 – La lanterne magique, Grimoon
- 2007 – Tarzan contro l'IBM, Amore
- 2007 – Best Company, Mariposa
- 2007 – Da A ad A, Morgan
- 2007 – Il fantasma ha paura, Adriano Modica
- 2007 – Credi di conoscermi, Lombroso
- 2007 – C'è ancora vita su Marte, Dead Burger
- 2008 – Soffio di nero (EP), Alessandro Grazian
- 2008 – Le sessioni ricreative (EP), Afterhours
- 2008 – I milanesi ammazzano il sabato, Afterhours
- 2008 – Le cose che contano (EP), Dente
- 2008 – Milano e l'impossibile (singolo), Diego Mancino
- 2008 – Indossai, Alessandro Grazian
- 2008 – Banana à Milanesa, Seltòn
- 2008 – Headquarter delirium, Giovanni Ferrario
- 2008 – Sushi & Coca, Marta sui Tubi
- 2008 – le 7 vies du chat, Grimoon
- 2008 – Da solo, Vinicio Capossela
- 2008 – Calibro 35, Calibro 35
- 2009 – L'amore non è bello, Dente
- 2009 – Mariposa, Mriposa
- 2009 – Our secret ceremony, Julie's Haircut
- 2009 – Il paese è reale (singolo), Afterhours Mariposa e Calibro 35
- 2009 – Di tutto quello che c'è, Fabio Mercuri
- 2009 – Solo un uomo, Niccolò Fabi
- 2009 – The Resistance, Muse
- 2009 – Il regalo, Arìn
- 2009 – Ingrediente novus, Moltheni
- 2009 – Guano Padano, Guano Padano
- 2009 – Copenaghen, Micol Martinèz
- 2010 – Ritornano quelli di... Calibro 35, Calibro 35
- 2010 – Attento a me stesso, Alessandro Fiori
- 2010 – Midnight Talks, A Toys Orchestra
- 2010 – The Halfduck Mistery, Samuel Katarro
- 2010 – Sanremo (EP), Mariposa
- 2010 – I mistici dell'Occidente, Baustelle
- 2010 – Trovarobato Songswap, Mariposa
- 2010 – Una vita non mi basta, Lombroso
- 2010 – Cara maestra abbiamo perso, Dimartino – Pippola Music
- 2011 – Semmai semiplay, Mariposa
- 2011 – Sette pietre per tenere il diavolo a bada, Cesare Basile
- 2011 – Ogni riferimento a persone esistenti o a fatti realmente accaduti è puramente casuale, Calibro 35
- 2011 – Nati per subire, The Zen Circus
- 2011 – Io tra di noi, Dente
- 2011 – Hippos Epos, Sebastiano De Gennaro
- 2011 – Sette modi per salvare Roma, Damo Suzuki's Network
- 2012 – Dentro i battimenti delle rondini, Craxi
- 2012 – Semmai Semiplaya, Mariposa
- 2012 – Padania, Afterhours
- 2012 – Bios, Eterea Post Bong Band
- 2012 – Autoritratti con oggetti, Gianluca De Rubertis
- 2013 – Fantasma, Baustelle
- 2013 – Cesare Basile, Cesare Basile
- 2014 – Occupo poco spazio, Nada – Santeria
- 2014 – Agevolissima! Vol.1, Orchestrina di Molto Agevole
- 2014 – The Ringo Jets, The Ringo Jets
- 2014 – Orchidee, Ghemon
- 2014 – Gran ballo in bellezza, Orchestrina di Molto Agevole
- 2015 – Out Come Woman, Honeybird
- 2015 – Furniture music for new primitives, Paolo Tarsi
- 2015 – Tu prenditi tutto l'amore che vuoi e non chiederlo più, Cesare Basile
- 2015 – S.P.A.C.E., Calibro 35
- 2015 – Vaine House, La Maison
- 2015 – Roma Live!, Baustelle
- 2016 – The Winstons, The Winstons
- 2016 – Live in Rome, The Winstons
- 2016 – Acrobati, Daniele Silvestri
- 2016 – Uccideteli tutti! Dio riconoscerà i suoi, Fuzz Orchestra
- 2016 – The Hope Six Demolition Project, PJ Harvey
- 2017 – Black Shopping Bag (45'), The Winstons
- 2016 – Italian Masters (con i Junkfood)
- 2016 – Esecutori di Metallo su Carta: Progetto Generativo, 19'40''
- 2017 – U fujutu su nesci chi fa?, Cesare Basile
- 2017 – Party, Aldous Harding
- 2017 – Histoire du Soldat, 19'40''
- 2017 – Malamocco, Halifib
- 2017 – Emotional Cabaret, NicoNote
- 2017 – Il Picchio, 19'40''
- 2017 – Manifesto tropicale, Selton
- 2017 – Sugar Rush, Nic Cester
- 2017 – ''Pictures at an Exhibition, 19'40'', The WInstons
- 2018 – Decade, Calibro 35
- 2018 – Microcosmicomica, 19'40''
- 2018 – Controluce, Andrea Poggio
- 2018 – The Planets, 19'40''
- 2019 – High Tension Vol. 35, Calibro 35
- 2019 – Exit/Enfer, Massimiliano Larocca – Santeria
- 2019 – Smith, The Winstons
- 2019 – La terra sotto i piedi, Daniele Silvestri
- 2019 – The Teeth of the Cow, 19'40''
- 2019 – Evviva manifesto, Minnie's
- 2019 – Mort Garson’s Mother Earth’s Plantasia, 19'40''
- 2020 – Momentum, Calibro 35
- 2020 – Forever, Francesco Bianconi
- 2020 – Mi ero perso il cuore, Cristiano Godano
- 2020 – At The Gates Of The Twilight Zone, 19'40''
- 2020 – La chiamata, Deadburger
- 2020 – Namastereo, Yosonu
- 2020 – Life, Marco Parente
- 2020 – Liscio gelli, Mariposa
- 2020 – Pinocchio!, 19'40''
- 2021 – Paesaggio dopo la battaglia, Vasco Brondi
- 2021 – OBE, Mace
- 2021 – Ghosts Goblins Ghouls, 19'40''
- 2021 – Magica musica, Venerus
- 2021 – Morsa, Serena Altavilla
- 2021 – Post Momentum, Calibro 35
- 2021 – The Skipping Girl, Nic Cester
- 2022 – Oltre, Mace
- 2022 – Call for score, 19'40''
- 2022 – Scacco al Maestro - Volume 1, Calibro 35
- 2022 – Ritorno al futuro/Back to the Future, Elisa
- 2022 – Scacco al Maestro - Volume 2, Calibro 35
- 2022 – Musica Politica, 19'40''
- 2022 – Duality, Dardust
- 2023 – La primavera della mia vita, Colapesce Dimartino
- 2023 – Elvis, Baustelle
- 2023 – La gente che sogna, Lucio Corsi
- 2023 – Hotel Souvenir, Dente
- 2023 – Clair Obscur, Grimoon
- 2023 – Nouvelles Aventures, Calibro35
- 2023 – Bo_Lé_Ro, 19'40''
- 2023 – Tredici canzoni urgenti, Vinicio Capossela
- 2023 – Black Classical Music, 19'40''
- 2023 – Lux Eterna Beach, Colapesce Dimartino
- 2023 – WadiruM, Studio Murena
- 2023 – Léo Ferrè sans mots, 19'40''
- 2024 – Sulle ali del cavallo bianco, Cosmo
- 2024 – Māyā, Mace
- 2024 – A noi piace il liscio!, Orchestrina di Molto Agevole
- 2024 – Contemporarities: Pura Attualità:, 19'40''
- 2024 – La natura delle Cose, Gaia Morelli
- 2024 – Una riflessione/Idea d'infinito, Dalton
- 2024 – HindeMIDIth, 19'40''
- 2024 – Third, The Winstons
- 2024 – Jazzploitation, Calibro35
- 2025 – Volevo essere un duro, Lucio Corsi
- 2025 – Exploration, Calibro35
- 2025 – Sogno Casadei, Orchestrina di molto agevole

### Colonne sonore
- 2011 - Vallanzasca - Gli angeli del male (con Calibro 35) di Michele Placido
- 2014 – Sogni di gloria (con Calibro 35) – regia John Snellimberg
- 2016 – Amo la tempesta (con Alessandro Grazian) – regia Maurizio Losi
- 2021 – Onoda - 10.000 notti nella giungla (con Andrea Poggio, Sebastiano de Gennaro, Gak Sato, Olivier Marguerit) – regia Arthur Harari
- 2021 – Ancora più bello – regia Claudio Norza
- 2021 – Chi si ferma è perduto: Ludwig Wittgenstein – disegni Valerio Befani con Neri Marcorè
- 2021 – Blanca (con Calibro 35) – regia Jan Michelini
- 2021 – Nordwalkers', (Eterea Post Bong Band)
- 2022 – Sempre più bello – regia Claudio Norza
- 2022 – Manuale di cinematografia per principianti, vol. I – regia Federico Di Corato
- 2022 – L'irriducibile – regia di Morgan Menegazzo e Mariachiara Pernisa
- 2022 – Il tocco di Piero (con Calibro 35) – regia di Massimo Martella
- 2023 – Jeff Koons: An Intimate Portrait  – regia di Pappi Corsicato
- 2023 – Blanca Seconda Stagione (con Calibro 35) – regia Jan Michelini e Michele Soavi
- 2023 – Diabolik - Chi Sei? (con Calibro 35, Alan Sorrenti e Mike Patton) – regia Manetti Bros
- 2024 – 50Km (con Orchestrina di Molto Agevole) – regia Fabio de Luigi

## Videografia
- 2006 – Marco Parente – Il rumore Dei Libri
- 2007 – Afterhours – Io non tremo, vol.2
- 2007 – Sottosuono – La selva di Tirli, performance
- 2009 – Dario Buccino – Corpo Nostro
- 2009 – Vinicio Capossela – La faccia della terra
- 2010 – Afterhours, Mariposa, Calibro 35 – Afterhours presentano: Il paese è reale (19 artisti per un paese migliore?)
- 2010 – Mariposa – Scholte! ("Listen to me"), storia sragionata di 10 anni di Mariposa
- 2010 – Der Maurer – Still Park/New York Counterpoint
- 2010 – Der Maurer – Workers Union
- 2014 – Calibro 35 – Sogni Di Gloria – regia John Snellinberg
- 2015 – UPM - Unità di Produzione Musicale – regia EneceFilm
- 2016 – PJ Harvey – The Hope Six Demolition Project (trailer) – regia Seamus Murphy
- 2016 – The Winstons – Live in Rome'
- 2016 – The Winstons – Nicotine Freak
- 2016 – The Winstons – Diprotodon
- 2016 – The Winstons – Play With The Rebels
- 2017 – The Winstons – Black Shopping Bag
- 2017 – The Winstons – Golden Brown
- 2018 – Calibro 35 – Agogica studio session
- 2019 – The Winstons – Around The Boat – regia Roberto Delvoi
- 2019 –  The Winstons – Ghost Town – regia Roberto Delvoi
- 2019 –  The Winstons – Blue Traffic Light – regia Roberto Delvoi
- 2019 – A Dog Called Money – a PJ Harvey movie – regia Seamus Murphy
- 2020 –  The Winstons – A Man Happier Than You, feat. Mick Harvey – regia Roberto Delvoi
- 2020 – Calibro 35 – Fail It Till You Make It – regia Francesco Imperato
- 2022 – Calibro 35 – La classe operaia va in paradiso
- 2024 – Asfalto che suona: un viaggio senza meta di 19'40''  – Regia Roberto Delvoi
- 2024 –  The Winstons – Never, never, never – Regia Roberto Delvoi
- 2024 –  Orchestrina di molto agevole – Anita foxtrot – Regia Roberto Delvoi
- 2025 –  Calibro 35 – Discomania – Regia Giacomo Citro
- 2025 –  Calibro 35 – Jazz Carnival – Regia Giacomo Citro

## Opere letterarie
- Giorgio Majer Gatti e Giordano Bernacchini (a cura di), Le piscine terminali, Brescia, Edikit, maggio 2017, ISBN 8898423454.
- Virginia, WUDZ edizioni, giugno 2024, ISBN 9788894786866